# ゲゲゲの鬼太郎 大海獣
『ゲゲゲの鬼太郎 大海獣』（ゲゲゲのきたろう だいかいじゅう）は、東映アニメフェアの一編として1996年7月6日に公開された『ゲゲゲの鬼太郎』第4期テレビシリーズの映画第1弾。配給は東映。上映時間は50分。カラー、ワイド。
原作は1967年に『週刊少年マガジン』で連載された「大海獣」をベースに、第3シリーズの劇場版第1作と同様に「妖怪軍団」と「鬼太郎の世界お化け旅行」の要素が取り入れられてアレンジされた。
2007年8月3日発売の「ゲゲゲの鬼太郎 THE MOVIE」および2009年8月7日の「ゲゲゲの鬼太郎 THE MOVIES 3」に収録。

## ストーリー
ある暑い夏の日、鬼太郎親子の元に手紙が届いた。手紙の主は川村メグミという少女だった。彼女の父親は植物学者でニューギニアのバルル島にいるというが、ある日行方不明になったという。
一反もめんと共にバルル島に着いた鬼太郎親子は村人から、頻発している日本人失踪の詳細を聞き出す。ジャングルに向かい、迎撃してきたキジムナーたちと対決。しかし、アカマタに妖気を奪われ、捕らえられてしまった。南方妖怪は、不老不死の効果があるとされる「命の水」を利用して、健康ブームに乗じて金儲けを企み、聖地を土足で踏み躙る欲深い日本人に怒っていたのだ。鬼太郎は下駄とちゃんちゃんこを奪われ、「人質を返して欲しければ日本政府に直談判して来い」と命じられる。「妖気を奪われて体の自由が効かないのにどうやって日本まで行けって言うんだ」と戸惑う鬼太郎は、「命の水」を無理矢理飲まされ「大海獣」に変身させられてしまった。その日の夕方、大海獣の姿の鬼太郎が東京湾に出現し、羽田空港から都内に上陸。離陸中のジャンボジェットのエンジンを脱落させ、格納庫を踏み潰し、首都高速道路を縦断し、都内を大混乱に追いやりながら都心方面へ向かうのだった。
妖気を取り戻す薬草を探し出す目玉おやじ達。しかし薬草は人間たちの宅地開発で根こそぎにされ、なす術が無かった。そこへ駆けつけたねこ娘を通じて、街で大海獣が暴れているという情報を知る。一方で鬼太郎は、たどり着いた新宿区の東京都庁周辺で、ニュースを聴きつけた仲間と出会うが、大海獣の姿では言葉が話せず自分が鬼太郎だと気づいてもらえない。鬼太郎はビルの窓ガラスに映った今の自分の姿に驚き、振り向くと東京の街を破壊していた。自衛隊の攻撃を受けながらも海に逃げ込んだ鬼太郎だが、失意で海中に沈む。そこを大海獣の血を引くシロナガスクジラ達によって助けられ、孤島にて心身を休める。傷心の鬼太郎は「もう元に戻れないかも知れない。バルル島に行ったことは後悔していない。ただ、父さんにだけは僕のことをわかってもらいたい。」と思うのだった。
日出山で何とか薬草を見つけた一行。一方、ついに日本本土への攻撃を開始した南方妖怪は、日本各地で大暴れのやりたい放題。鬼太郎は南方妖怪を止めようとする。しかし、大海獣の姿の鬼太郎が向かっても街を破壊するだけだった。
南方妖怪の隙を見て脱走したねずみ男は目玉おやじ達に「あの大海獣は鬼太郎がアカマタたちに変身させられた姿」であると告げる。事情を知った井戸仙人が目玉おやじに山の上の祠にあるクルミに似たココの実をすり潰して薬草も混ぜて煎じて飲ませればいいと教え、薬を鬼太郎に飲ませた。
元の姿に戻った鬼太郎は下駄とちゃんちゃんこを取り戻し再び南方妖怪と対決し見事に勝利するが、自分がクジラ達に助けられたことを思い出し「これからは仲良くしよう」と彼らを許し和解する。鬼太郎たちは人間たちを助け出し、南方妖怪はバルル島へ帰っていった。そして鬼太郎と目玉おやじは親子の絆を再確認するのだった。

## 登場人物

### 鬼太郎とその仲間
鬼太郎
主人公。メグミの父を助けるためにバルル島へ向かうも、アカマタによって大海獣にされる。元に戻った後はアカマタたちと戦う。
目玉おやじ
鬼太郎がアカマタにやられた時やねずみ男の知らせで鬼太郎が大海獣にされたことを知り、その場で泣き崩れる。
ねずみ男
金儲けが目当てでバルル島のガイドを務めるが、それが災いして南方妖怪に捕まり、鬼太郎が大海獣に変身させられるのを目のあたりにする。その後、隙を見て脱出し目玉おやじに大海獣の正体が鬼太郎だとを伝えた。
砂かけ婆
ねずみ男から鬼太郎が大海獣になったことを聞くと「鬼太郎を敵に回すところだった」と言ったが、既に手遅れだった。
ねこ娘
薬草を探していた砂かけ婆と子なき爺に大海獣が東京湾に来たことを知らせた。その後、その大海獣が鬼太郎とも知らずに引っ掻き攻撃をしようとするも全く通じずへたばる。
子なき爺
目玉おやじと共に薬草を探していたが、工事によって跡形も残っていなかった。その後、薬草を見つけることに成功し、大海獣が鬼太郎だと知ると他の面々と共に驚く。
一反木綿
飛行手段として活躍。キジムナーの炎攻撃で焼かれる。その後、バルル島へ鬼太郎を迎えに行く途中でねずみ男を発見し鬼太郎が大海獣になったことを知り、ねずみ男も乗せて引き返す。
ぬりかべ
大海獣になった鬼太郎の光線から目玉おやじたちを庇い、毛だらけになった。その後鬼太郎が元に戻ると同時に自身も戻るも、そばにいたねずみ男から「大変だ!」と驚かれた。
井戸仙人
ゲゲゲの森の長老。目玉おやじに鬼太郎を元に戻す方法を教えた。

### 南方妖怪
ニューギニアのバルル島に住む妖怪達である。ゼオクロノドンを神として崇め、ゼオクロノドンの白骨体がある山奥のプールを聖地としている。鬼太郎を大海獣に変えて日本に多大な被害を与えたが、彼らも日本人の横暴に怒っていただけの被害者で根は悪い妖怪達ではなく、普段人間を襲うことはない。最後は鬼太郎に許され和解する。
アカマタ
南方妖怪のリーダーで、鬼太郎を大海獣に変えた張本人。口から吐くサラマンダ液は敵を衰弱させ、妖気を吸い取ることができる。
チンポ
飛行が可能。また、その名の通り3本ある男性器から繰り出すマシンガンのような火炎弾攻撃が得意だが、そこを攻撃されると弱い。
やし落とし
ヤシの実を落として攻撃するのが得意。炎に弱い。
キジムナー
黄色くて小柄な妖怪で大勢がいる。リーダーの個体は少し大柄。シリーズ全体での他のキジムナーたちよりもかなり戦闘能力がある。飛行能力を持つため、飛行できないアカマタとやし落しの飛行ユニットにもなる。火を吐くことができる。

### 人間たち
川村
メグミの父で植物学者。バルル島に行ったきり帰ってこないが、南方妖怪に捕まっていた。
川村メグミ
行方不明の父を心配する少女。鬼太郎に助けを求める。
レポーター
大海獣の出現をレポートした。原作や旧シリーズの山田秀一に容姿が似ている。

### その他
ゼオクロノドン
南方妖怪たちが神と崇める、3億年前に絶滅したとされる古代鯨類。白骨体がニューギニア・バルル島の山奥の天然プールにあり、そこの「命の水」は強力な妖力を備えている。アカマタいわく「世界中の妖気を結集させないと復活できない」存在だが、「命の水」を対象に飲ませることで対象を大海獣に変貌させることができる。
「ゼオクロノドン」という呼称が使われたのは第3期以来であり、過去には「ないしょの話」における「ゼウグロドン」や「鯨神」等の呼称で呼ばれていた。
大海獣
命の水を飲まされた鬼太郎が変身した巨大な海獣。東京都庁舎と比較しても遜色ないほどの巨大な生物であり、ヒゲクジラ類に似た頭部と赤い目と全身に緑の毛を持つ。口からは対象を毛だらけにしたり戦車の砲塔をねじ曲げたりする光線を吐き、激しく咆哮する際にも口の中が発光する。現代平気にも無傷でいたり、移動するだけで東京の町並みを破壊する。井戸仙人から教わった通り、ココの実と薬草を煎じた薬を飲ませた事で鬼太郎の姿に戻った。
バルル島のゼオクロノドンの骨格や、南方妖怪たちがゼオクロノドンを復活させようとした際にかすかに浮かび上がったシルエットと全く姿が異なるが、鬼太郎が東京に現れた際には人間からはゼオクロノドンと認識されていた。
歴代で唯一オリジナルの大海獣が登場せず、歴代で鬼太郎や山田一郎（貸本）や水木一郎（怪獣ラバン）を変身させた血も、ゼオクロノドンの白骨体のプールの「命の水」に変わった。
原作漫画と同様に、カラス達は大海獣となった鬼太郎に近づいた。
シロナガスクジラ
ゼオクロノドンの子孫で、大海獣となった鬼太郎が失意で海中に沈んだ際に助け、沖合の小島に運んだ。最終決戦の場にも現れ、クジラ達に免じて鬼太郎は南方妖怪たちを許した。

## スタッフ
- 製作：高岩淡（東映）、泊懋（東映動画）
- 企画：清水慎治
- 原作：水木しげる
- 脚本：星山博之
- 音楽：和田薫
- 製作担当：高梨洋一
- 撮影監督：細田民男
- 編集：花井正明
- 録音：市川修
- 美術設定：角田紘一
- 美術監督：東潤一
- キャラクターデザイン、作画監督：荒木伸吾、姫野美智
- 監督：勝間田具治
- 作画監督補佐：芽野京子、角田紘一、阿部隆
- 原画：木下和栄、細田守、星川信芳、増田信博、青山充、的場茂夫、高木雅之、信実節子、市川慶一、堀川留子、新岡浩美、山下高明、松本清、なかじまちゅうじ、嶋川竜太郎、佐川久仁子、永富美智子、岩崎由美子、黒沢守、阿部隆、姫野美智、角田紘一
- 動画チェッカー：岩崎由美子
- 色指定：森田博
- 検査：堀内由美
- 特殊効果：中島正之
- セログラフ：戸塚友子
- CGアート：片田利明
- 音響効果：今野康之
- 録音助手：川崎公敬
- ネガ編集：麻生芳弘、福田勝太郎
- 記録：小川真美子
- 助監督：ひろしまひでき
- 製作進行：野田由紀夫
- 仕上進行：山下紀彦
- 美術進行：御園博
- プロデューサー補：秋山陽子
- 宣伝協力：フジテレビ
- 録音スタジオ：タバック、東映東京撮影所
- 現像：東映化学

## キャスト
- 鬼太郎：松岡洋子
- 目玉おやじ：田の中勇
- ねずみ男：千葉繁
- 砂かけ婆：山本圭子
- ねこ娘：西村ちなみ
- 子なき爺：塩屋浩三
- 一反木綿、ぬりかべ：龍田直樹※クレジットは一反木綿のみ
- アカマタ：古谷徹
- チンポ：古川登志夫
- やし落し：郷里大輔
- キジムナー：佐藤正治
- 川村：島田敏
- メグミ：中山真奈美
- 長老：嶋俊介
- 村人A：増谷康紀
- 村人B：西川宏美
- ヤクザの男：江川央生
- 課長：田中亮一
- 社員A：風間信彦
- 社員B：里内信夫
- 船長：増田均
- 井戸仙人：八奈見乗児

## 主題歌
オープニングテーマ 「ゲゲゲの鬼太郎」
作詞 - 水木しげる / 作曲 - いずみたく / 編曲・歌 - 憂歌団
エンディングテーマ 「カランコロンのうた」
作詞 - 水木しげる / 作曲 - いずみたく / 編曲・歌 - 憂歌団
本作のOPはSEが付いており、EDはフルバージョンで妖怪と大海獣の鬼太郎が登場する特別バージョンとなっている。

## 同時上映
- (超)劇場版! 地獄先生ぬ〜べ〜

## ネット配信
- 2018年4月1日よりテレビアニメ第6期がスタートするのを記念して、同年3月16日から同年5月14日まで本作がYouTubeの「東映アニメーション創立60周年公式YouTubeチャンネル」から配信された。